# Lubymiwka (rejon berysławski)
Lubymiwka (ukr. Любимівка) – wieś na Ukrainie, w obwodzie chersońskim, w rejonie berysławskim. W 2001 liczyła 1695 mieszkańców, spośród których 1635 posługiwało się językiem ukraińskim, 43 rosyjskim, 5 mołdawskim, 2 białoruskim, 8 ormiańskim, a 2 innym.